# Tökéletes világ
A Tökéletes világ (eredeti cím: A Perfect World)  1993-as amerikai road movie thriller Clint Eastwood rendezésében, valamint főszereplésével. A további fontosabb szerepekben Kevin Costner és Laura Dern láthatók.

## Szereplők
| Szereplő                | Színész          | Magyar hang       |
| ----------------------- | ---------------- | ----------------- |
| Robert `Butch` Haynes   | Kevin Costner    | Sörös Sándor      |
| Red Garnett rendőrfőnök | Clint Eastwood   | Gáti Oszkár       |
| Sally Gerber            | Laura Dern       | Farkasinszky Edit |
| Phillip `Buzz` Perry    | T.J. Lowther     | Molnár Levente    |
| Terry Pugh              | Keith Szarabajka | Csuja Imre        |
| Tom Adler               | Leo Burmester    | Makay Sándor      |
| Dick Suttle             | Paul Hewitt      | Bognár Zsolt      |
| Gladys Perry            | Jennifer Griffin | Bessenyei Emma    |
| Bobby Lee               | Bradley Whitford |                   |

## Kritikai fogadtatás
A Tökéletes világ jó fogadtatásban részesült a kritikusok körében. A Rotten Tomatoes weboldalon az értékelése 81%, 32 vélemény alapján. A film 30 millió dolláros költségvetése megtérült, a film nemzetközi bevételévele 135 130 999 dollár volt.

## Fordítás
- Ez a szócikk részben vagy egészben  az   A Perfect World című angol Wikipédia-szócikk fordításán alapul.  Az eredeti cikk szerkesztőit annak laptörténete sorolja fel. Ez a jelzés csupán a megfogalmazás eredetét és a szerzői jogokat jelzi, nem szolgál a cikkben szereplő információk forrásmegjelöléseként.